# Anton Heida
Anton Heida (ur. 24 grudnia 1878 w Pradze, data i miejsce śmierci nieznane) – amerykański gimnastyk, sześciokrotny medalista olimpijski.
W 1904 reprezentował barwy Stanów Zjednoczonych na rozegranych w Saint Louis letnich igrzyskach olimpijskich, podczas których zdobył sześć medali: pięć złotych (w czwórboju, ćwiczeniach na drążku, skoku przez konia wzdłuż, ćwiczeniach na koniu wszerz i wieloboju drużynowym) oraz srebrny (w ćwiczeniach na poręczach). Startował również w trójboju gimnastycznym (12. miejsce), wieloboju gimnastyczno-lekkoatletycznym (18. miejsce) oraz trójboju lekkoatletycznym (59. miejsce).